# Sicherheitsdienst

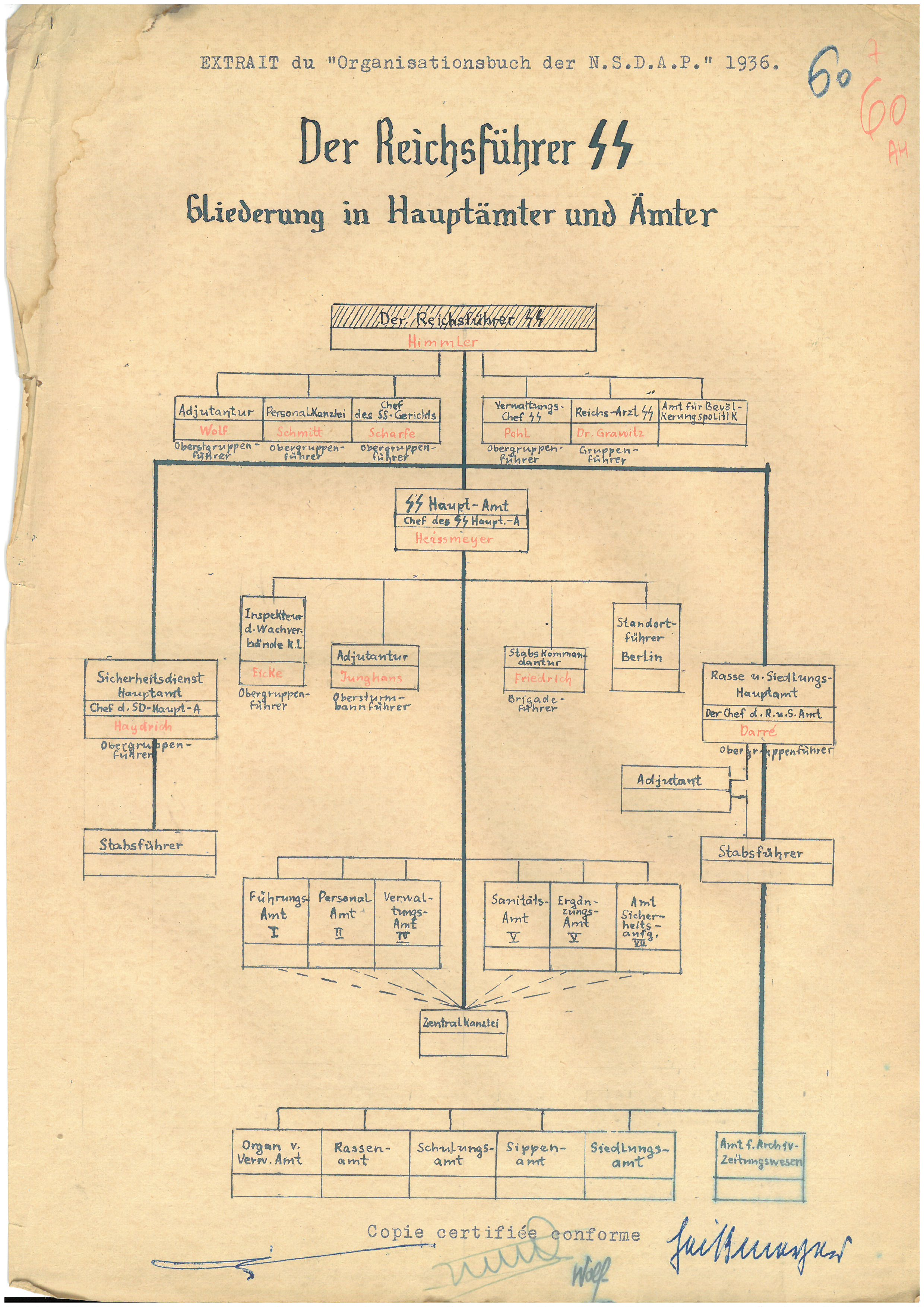
Organisation de la SS.

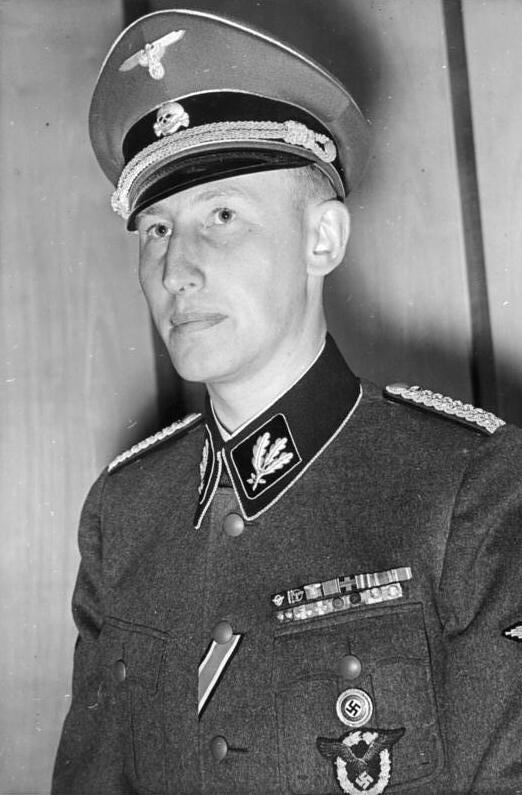
Reinhard Heydrich en août 1940 (portant un uniforme de SS-Gruppenführer).

Le Sicherheitsdienst (en allemand : [ˈzɪçɐhaɪtsˌdiːnst]), sous sa forme longue « der Sicherheitsdienst des Reichsführers SS » (en français : « le service de la sécurité du Reichsführer-SS »), régulièrement abrégé en SD, était en Allemagne à partir de 1931 le service de renseignement et de maintien de l'ordre de la SS. Ce service est indissociable de la Sipo — la police de sûreté allemande — à laquelle le SD est lié.

## Histoire
Le SD est créé en Allemagne en 1931 par Reinhard Heydrich, sur ordre de Heinrich Himmler, sous le nom de « ND » Nachrichtendienst (service de renseignement), comme un service à vocation policière parallèle, car rattaché au parti nazi, n'ayant donc aucun caractère légal. « Officiellement » dénommé « SD » en juillet 1932, son pouvoir augmente avec celui des nazis sur l’Allemagne. Par son lien avec la SS, il devient une organisation policière officielle après l'accession des nazis au pouvoir en janvier 1933. Il est en compétition avec les SA qu’il aide à éliminer lors de la nuit des Longs Couteaux au début de l'été 1934, et en rivalité constante avec l’Abwehr, le service du contre-espionnage militaire dirigé par l'amiral Wilhelm Canaris.
Lors de la prise du pouvoir, le 30 janvier 1933, le SD ne compte qu'une centaine de personnels actifs ainsi qu'une centaine de membres honorifiques : il n'y participe d'ailleurs quasiment pas (même l'extension du pouvoir du Reichsführer-SS — Himmler — aux polices régionales se fait sans son concours). Il ne peut donc pas faire ses preuves et est, par conséquent, complètement méprisé, mais il n'en demeure pas moins la seule organisation centralisée d'information dont dispose la direction du parti. Fin 1933, le SD voit son prestige complètement compromis, à tel point que, sur ordre de Hitler, Martin Bormann rédige une circulaire afin de mettre fin aux rumeurs selon lesquelles l'organisation allait être incessamment dissoute.
Le SD permet aux hauts dirigeants du parti, s'étant emparé des postes clés de l'État, de garder sous surveillance les « petits princes provinciaux » car le SD, précisément, n'a pas participé à la course au pouvoir. C'est pourquoi, en juin 1934, Rudolf Hess proclame le SD, seul service officiel d'information du parti nazi.
Toute une génération de jeunes intellectuels nationaux-socialistes voulant « rendre le national-socialisme meilleur » (par exemple, Gunter d'Alquen) est attirée par l'aspect romanesque de la notion de service secret. Ils sont les descendants de la bourgeoisie ruinée, de formation juridique, élevés dans le mépris de la république de Weimar, prônant un régime spécifiquement allemand, dictatorial, où l'État est tout-puissant (l’État-Dieu). Cette génération est marquée par son antisémitisme qui, pour elle, est le sérum de la révolution économique.
Le SD est déclaré service de renseignements du Reich par un décret du 11 novembre 1938[réf. souhaitée].
Le décret de Rudolf Heß du 9 juin 1934, agissant en qualité de suppléant du Führer, a fait du SD le seul service de renseignement interne du NSDAP. Le décret prévoyait le transfert des autres services de renseignement du Parti dans les SD et prévoyait également la désignation : « […] Une fois le transfert effectué, le service de sécurité du Reichsführer SS ne pourra plus disposer d’aucun service de renseignement ou de défense du Parti, même sous la forme d’une organisation de renseignements intérieurs à des fins de politique étrangère ».
Dans une ordonnance du 14 décembre 1938, Heß a confirmé le monopole du renseignement : « Le service de sécurité du Reichsführer SS est, par mon ordonnance du 9 juin 1934, le seul service politique de renseignement et de défense du NSDAP, de ses structures et de ses associations affiliées. Le SD-RF-SS est donc un organe du parti. Le support organisationnel et humain de cet organisme est la SS, qui constitue la structure de la partie ».
En 1935, la division a été faite en SD générales, qui a ensuite été occupé par des agents de la police de sécurité (SIPO) et le plus important SD d’information", qui a assuré la surveillance de la population. Les résultats ont été résumés dans les "Guides" et plus tard dans les rapports de l’Empire. À cette fin, le SD disposait de 52 sections SD (Leit), avec 51 bureaux principaux et 519 bureaux locaux (voir liste au-dessus du SD). En 1944, 6.482 membres du personnel du SD y travaillaient et plus de 30.000 personnes du V travaillaient.
À l’automne 1938, le SD est devenu une institution d’État. Un décret du ministère de l’Intérieur du Reich du 11 novembre 1938 a déclaré : « Le service de sécurité du RFSS a des tâches importantes à remplir en tant qu’organisation de renseignement pour le parti et l’État - notamment pour soutenir la police de sécurité. Le SD agit ainsi pour le compte de l’État. Cela nécessite une coopération étroite et compréhensive entre le SD et les autorités administratives de l’administration générale et interne ».
En 1939, le SD est intégré au RSHA, au moment de la création de cette structure supérieure de coordination et de commandement des forces de police et de renseignement dans l'Allemagne nazie, placée sous les ordres de Heydrich, aux côtés de la Sipo, qui regroupe la Gestapo (pour Geheime Staatspolizei, la « police secrète d’État »), dirigée par Müller, et la Kripo (pour Kriminalpolizei, la « police criminelle »), avec à sa tête Artur Nebe. Dès lors, l’Amt III entre dans une logique de conflit permanent, cette fois avec la Gestapo qui entretient et développe son propre réseau d'informateurs, et qui détient en outre, contrairement au SD, le pouvoir d'interner tout opposant ou supposé tel. En effet, seule la Gestapo, police d'État, dispose de pouvoirs exécutifs en matière de police. Le SD, organisation de parti, n'a que des pouvoirs d'auxiliaire de police avec des prérogatives pour mener des investigations et principalement des fonctions de renseignements.
Ayant la tâche de détecter de réels ennemis potentiels du parti, le SD met en place des centaines d’agents et des milliers d’informateurs. Après l’attentat contre Hitler de juillet 1944, son pouvoir quasi absolu de terreur (d’État) ne devant des comptes qu'à Himmler et Hitler, est encore renforcé avec la prise de contrôle de l’Abwehr.

## Organisation
L'organigramme ci-dessous montre comment s'organise le SD au sein du RSHA:

Organigramme du RSHA en 1941 (les unités du SD sont entourées de bleu).

À partir de son intégration au sein du RSHA, le SD ne compte plus que deux départements :
- l’Amt III (SD-Inland), qui s'occupe, au sens large, du renseignement politique à l'intérieur du Reich, en exerçant l'espionnage et la surveillance de toutes les strates de la société allemande, sous la direction d’Ohlendorf, et dont le service central compte 500 à 600 hommes ;
- et l’Amt VI (SD-Ausland), service de renseignement politique à l'étranger, d’abord dirigé par Jost puis par Schellenberg à compter de 1942, avec 300 à 500 agents.

Le bureau III (Amt III), plus connu sous le nom de « SD-Inland » était organisé en quatre départements, chacun subdivisé en plusieurs bureaux :
- Section A (ordre légal et structure du Reich) :
  - A 1 Questions générales du travail dans les sphères de la vie en Allemagne.
  - A 2 Lois.
  - A 3 Constitution et administration.
  - A 4 Vie nationale en général.
  - A 5 Questions globales de règlement de police et toutes questions d’applications de la législation.
- Section B (nationalité et ethnicité) :
  - B 1 Nationalité.
  - B 2 Minorités.
  - B 3 Ethnicité et santé.
  - B 4 Citoyenneté et naturalisation.
  - B 5 Territoires occupés.
- Section C (culture) :
  - C 2 Éducation religieuse.
  - C 3 Culture, folklore et art.
  - C 4 Presse, littérature, radio, évaluation et censure.
- Section D (économie) :
  - D a Presse.
  - D b Colonies.
  - D S Questions spéciales.
  - D W Régions occupées à l’ouest.
  - D O Régions occupées à l’est.
  - D 1 Alimentation.
  - D 2 Commerce, artisanat et transport.
  - D 3 Finance, monnaie, banques, assurances et changes.
  - D 4 Industrie et énergie.
  - D 5 Questions sociales et syndicales.

Le bureau VI (Amt VI), plus connu sous le nom de « SD-Ausland » était organisé en six départements, chacun subdivisé en plusieurs bureaux :
- Section A (Organisation générale)
- Section B (Europe occidentale)
- Section C (Union Soviétique)
- Section D (États-Unis)
- Section E (Europe orientale)
- Section F (Moyens techniques)

## Uniformologie

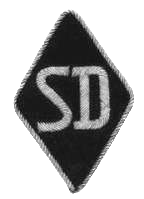
Symbole du SD cousu sur la partie inférieure de la manche gauche des uniformes SS.

Les agents du SD portaient sur leur uniforme, sur la partie inférieure de la manche gauche, un losange noir avec les lettres « S » et « D » brodées côte à côte.
Contrairement aux agents d'autres branches qui arboraient les « runes SS », le numéro de l'unité (Allgemeine-SS) ou une tête de mort (Totenkopfverbande), les agents du SD avaient un écusson sur le côté droit du col qui ne comportait aucun signe distinctif.